# Jason Siggers
Jason Siggers (Dallas, 24 agosto 1985) è un cestista statunitense, professionista in Europa.

## Palmarès
- Campionato danese: 1

Bakken Bears: 2007-08